# Филип Вилхелм фон Корнберг
Филип Вилхелм фон Корнберг (на немски: Philipp Wilhelm von Cornberg; * 24 юни 1553 в Касел; † 30 август 1616 в Рихелсдорф) е родоначалник на фрайхерен фон Корнберг.
Той е извънбрачен син на още неженения бъдещ ландграф Вилхелм IV фон Хесен-Касел (1532 – 1592) и Елизабет Валенщайн. Баща му се жени 1566 г. за принцеса Сабина фон Вюртемберг (1549 – 1581).
Филип Вилхелм е записан като „Philippus Wilhelmus Casselanus“ през 1566 г. в университета в Марбург и по-късно в университета в Страсбург. След това той следва право в Женева и Падуа, където учи хебрейски, гръцки и италиански. През 1572 г. баща му урежда да влезе в катедралния капител на абатство Херсфелд и да получава доходите на манастир Корнберг. През 1582 г. той става хесенски съветник и 1588 г. хесенски дрост и хауптман. След смъртта на баща му Филип Вилхелм отстъпва Корнберг през 1598 г. на новия ландхраф, полубрат му Мориц, и получава 10 000 имперски талери и на ок. 12 км намиращото се село Рихелсдорф. От 1600 до 1605 г. той е камермайстер (финасов министър) на Хесен-Касел при полубрат му Мориц (1572 – 1632), ландграф на Хесен-Касел. Той получава и други собствености.
Той умира на 30 август 1616 г. в своя дворец в Рихелсдорф и е погребан в църквата там. Ландграф Мориц му построява голям епитаф зад гроба му в църквата. Неговите пет живи синове разделят собствеността му. Фамилията изчезва през 1935 г.

## Фамилия
Филип Вилхелм се жени на 3 септември 1582 г. в Корнберг за Анна Христина фон Фалкен († 1602), наследничка на Насенерфурт и Обермьолрих. Те имат децата

- Бернд Филип цу Люббеке и Хаферкамп (1586 – 1630), женен 1613 г. за София Аделхайд фон Шаде (1592 – 1660)
- Мориц Вилхелм цу Хюфе (1587 – 1663), женен I. за Анна Мария фон Щедингк († сл. 1641), II. на 29 юни 1657 г. за Мария Доротея фон Клюфер
- Йохан Лудвиг (1589 – млад)
- Райнхард цу Люббеке (1594 – сл. 1676), женен за Регина Маргарета фон Бойнебург
- Катарина (1590 – 1609), омъжена за Бурхард Рабе фон Папенхайм
- Аполония Христина, омъжена за Каспар фон дем Кнесебек
- Хедвиг (1592 – 1626), омъжена 1617 г. за Ханс Албрехт Вернер фон Баумбах († 1663)
- Анна Катарина (1595), омъжена 1629 г. за Ханс Тройш фон Бутлар
- Анна Мария (1596 – 1627), омъжена 1619 г. за Ернст Христоф фон Бутлар преим. Тройш

През 1603 г. Филип Вилхелм се жени за Христина фон Бойнебург (1582 – 1632). Те имат децата:
- Ото Мориц (1604 – млад)
- Мелхиор Херман (1605), женен на 18 март 1623 г. за Мария Сузана фон Бутлар преим. Тройш
- Анна Сабина (1607 – 1659), омъжена на 6 април 1629 г. за Ханс Ернст фон Вицлебен (1598 – 1660)
- Вероника (1608 – 1659), омъжена на 5 октомври 1623 г. за Крафт Рудолф фон Бутлар преим. Тройш († сл. 1665)
- Йохан Филип (1610 – млад)
- Ото Каспар цу Рихелсдорф (1612 – 1684), женен за Доротея Мария фон Трот цу Золц
- Йост Христоф цу Мюнхехоф и Кетенбах (1614 – 1699), женен за I. Маргарета фон Щенсберг, II. на 7 февруари 1648 г. за Катарина Шютц фон Холцхаузен